# $ad Boyz 4 Life
$ad Boyz 4 Life es el quinto álbum de estudio en solitario del cantante mexicano Junior H. Se lanzó el 12 de febrero de 2021 por Warner Music Latina. Presenta apariciones de Ed Maverick y Marca MP. Además, el álbum incluye una versión muy al estilo sierreño del famoso éxito del rock en español «Lamento Boliviano» de Enanitos Verdes.

## Lista de canciones
| N.º | Título                           | Escritor(es)    | Duración |  |
| 1.  | «$ad Boyz 4 Life»                | Daniel Candía   | 4:46     |  |
| 2.  | «Me Consume»                     | Antonio Herrera | 4:21     |  |
| 3.  | «Enseñame»                       | Antonio Herrera | 3:36     |  |
| 4.  | «Por Dentro» (feat. Ed Maverick) | Daniel Candía   | 5:14     |  |
| 5.  | «Chanel»                         | Alexis Fierro   | 4:49     |  |
| 6.  | «Mi Cuerno»                      | Daniel Candía   | 3:39     |  |
| 7.  | «Fvck»                           | Antonio Herrera | 3:59     |  |
| 8.  | «Corazón Negro»                  | Daniel Candía   | 5:41     |  |
| 9.  | «160 Gramos»                     | Antonio Herrera | 4:08     |  |
| 10. | «El Velador» (feat. Marca MP)    | Antonio Herrera | 3:49     |  |
| 11. | «Henne$$y»                       | Antonio Herrera | 3:34     |  |
| 12. | «1004 KM»                        | Antonio Herrera | 4:42     |  |
| 13. | «La Bestia»                      | Antonio Herrera | 6:31     |  |
| 14. | «Te Llevaste»                    | Antonio Herrera | 4:01     |  |
| 15. | «Tal Vez»                        | Antonio Herrera | 3:59     |  |
| 16. | «Lamento Boliviano»              |                 | 5:46     |  |